# Audifia
Genre
Audifia est un genre d'araignées aranéomorphes de la famille des Theridiidae.

## Distribution
Les espèces de ce genre se rencontrent en Amérique du Sud et en Afrique subsaharienne.

## Liste des espèces
Selon World Spider Catalog (version 16.0, 10/04/2015) :
- Audifia duodecimpunctata Simon, 1907
- Audifia laevithorax Keyserling, 1884
- Audifia semigranosa Simon, 1895

## Publication originale
- Keyserling, 1884 : Die Spinnen Amerikas II. Theridiidae. Nürnberg, vol. 1, p. 1-222  (texte intégral).